# 1924 en Ontario
Chronologie de l'Ontario
- 1920
- 1921
- 1922
- 1923
- 1924
- 1925
- 1926
- 1927
- 1928

Cette page concerne des événements d'actualité qui se sont produits durant l'année 1924 dans la province canadienne de l'Ontario.

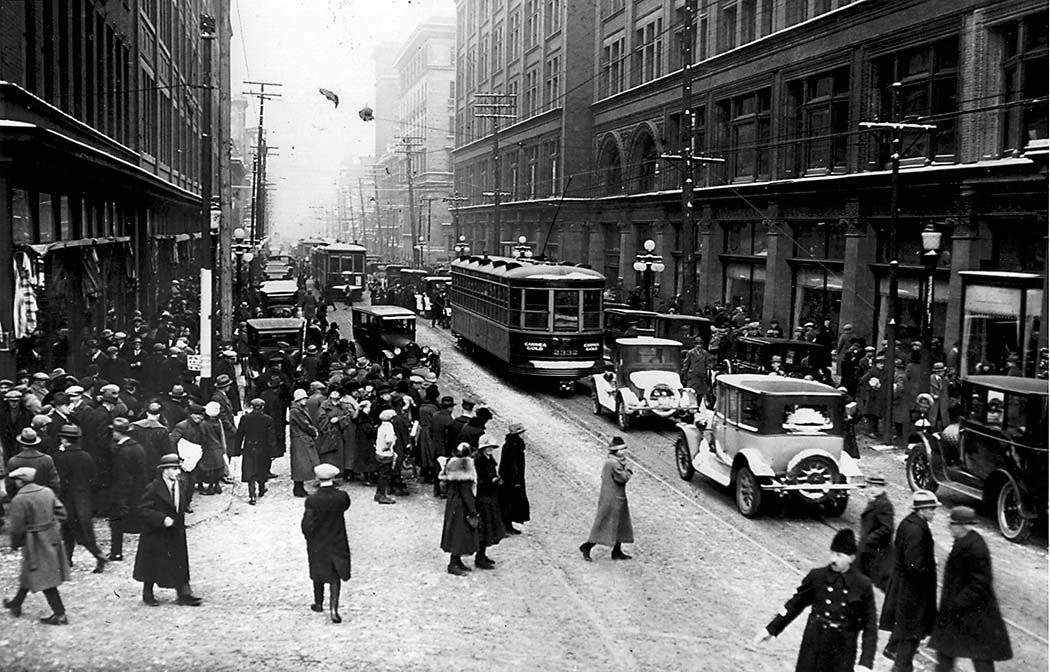
Rue de Toronto en 1924

## Politique
- Premier ministre : Howard Ferguson (Parti conservateur)
- Chef de l'Opposition: W. E. N. Sinclair (Parti libéral)
- Lieutenant-gouverneur: Henry Cockshutt (en)
- Législature: 16e (en)

## Naissances
- Danny Cameron (en), chef du Parti de la Confédération des Régions du Nouveau-Brunswick († 12 avril 2009).
- 29 janvier : Lois Marshall (en), soprano († 19 février 1997).
- 26 mai : Nancy Bell (en), sénatrice († 29 novembre 1989).
- 2 juin : June Callwood, auteur et journaliste († 14 avril 2007).
- 11 juillet : Eugene Whelan, député fédéral d'Essex-Sud (1962-1968) et d'Essex (1968-1984) et sénateur († 19 février 2013).
- 21 juillet : Lynn R. Williams (en), dirigeant syndical († 5 mai 2014).
- 29 juillet : Lloyd Bochner, acteur († 25 octobre 2005).
- 19 septembre : Donald Harron, acteur, scénariste et réalisateur († 17 janvier 2015).
- 18 octobre : Buddy MacMaster (en), violoniste († 20 août 2014).
- 14 décembre : Andy Thompson (en), chef du Parti libéral de l'Ontario et sénateur.
- 15 décembre : Robert B. Salter, chirurgie († 10 mai 2010).
- 20 décembre : Judy LaMarsh, député fédéral de Niagara Falls (1960-1968) († 27 octobre 1980).

## Décès
- 1er mai : Louis Henry Davies, premier ministre de l'Île-du-Prince-Édouard (° 4 mai 1845).
- 7 juillet : Hartley Dewart (en), chef du Parti libéral de l'Ontario (° 9 novembre 1861).
- 21 septembre : Édouard-Gaston Deville, cartographe et arpenteur général du Canada (° 21 février 1849).